# Periférico de la Juventud Chihuahua
El Periférico de la Juventud o Av. De la Juventud (Luis Donaldo Colosio M), es una vía rápida en la ciudad de Chihuahua (Chihuahua) en México, es una de las avenidas más importantes del estado de Chihuahua, por su gran cantidad de escuelas, restaurantes, centros comerciales, zonas residenciales, tiendas reconocidas, la longitud de la avenida es de 15 km de norte a sur, forma parte de un circuito que va desde vialidad sacramento hasta el periférico, formando una circuito de circunvalación que rodea la ciudad, se llega a conectar con la Carretera Federal 16, con la Carretera federal 45 o Carretera Panamericana, misma que conecta con Ciudad Juárez o  o Chihuahua-Cuauhtémoc. Las tres vialidades se nombraron como circuito tricentenario, también a la Av. Tecnológico, que pasa desde norte a sur llegando al centro histórico de la ciudad de Chihuahua.
El periférico de la Juventud comenzó cómo un camino de terracería que cruzaba de norte a sur de la ciudad, la avenida comienza desde la calle circuito Universitario, que se conecta con la Universidad Autónoma de Chihuahua (UACh), y termina repentinamente para convertirse en la avenida Silvestre Terrazas, justo en la glorieta Zarco, en la colonia campesina nueva contando así con 15 km de longitud. La ciudad de Chihuahua era de tamaño reducido, por lo que no contaba con vialidades extendidas, el periférico se empezó a expandir, llegó a ser un bulevar de dos carriles por sentido de tráfico, la vía rápida comenzó a expandirse, así como sus zonas residenciales, esta zona también fue detonante de que varias empresas decidieran invertir y expandirse a esta zona, el periférico se extendió y en algunos tramos tiene dos laterales de dos carriles sentido norte, y en la zona central tiene tres carriles por sentido, a lo largo de los años se pudo ver el crecimiento de las zonas residenciales, ya que es está en pleno desarrollo, actualmente lleva treinta años ofreciendo servicio a la Zona Metropolitana como Vialidad.
Con el paso del tiempo, comenzó a llegar la industria automotriz con el establecimiento de concesionarios por todo el periférico, tales como Nissan, Dodge, Mercedes, Volkswagen, Seat, BMW, Chevrolet, Buick, Ford, Mazda, Kia, entre otros, así como la construcción de centros comerciales, Fashion Mall Chihuahua (Anteriormente plaza del Sol) se comenzó a construir en la época de los 2000, junto con la expansión de la ciudad.
El periférico es conocido también por ser la vía principal donde suceden accidentes viales, al ser la avenida más transitada de la ciudad, suele ser téstigo de múltiples congestionamientos y choques, en ciertas ocasiones, las personas exceden el límite de velocidad impuesto, que es de 70km/h en toda la avenida, o a veces también se considera la baja velocidad en la que circulan los autos, en días lluviosos se suele ver mucho tráfico en la avenida, ya que por cuestiones de material suele ser resbaloso circular en la calle por lo que se tienen que tomar precauciones al manejar.

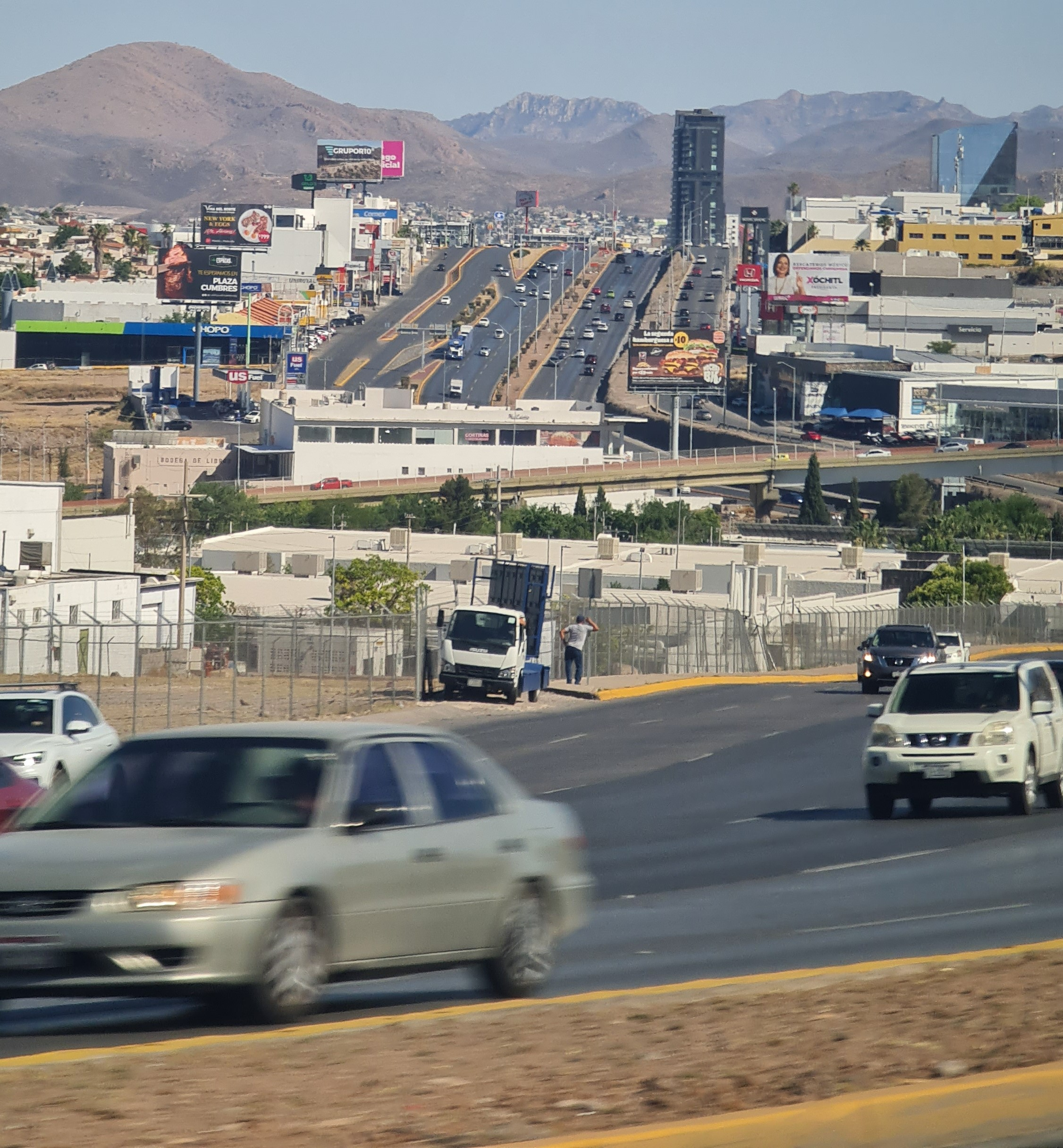
Periférico de la Juventud con vista desde plaza San Angel el 18 de mayo de 2024

## Infraestructura

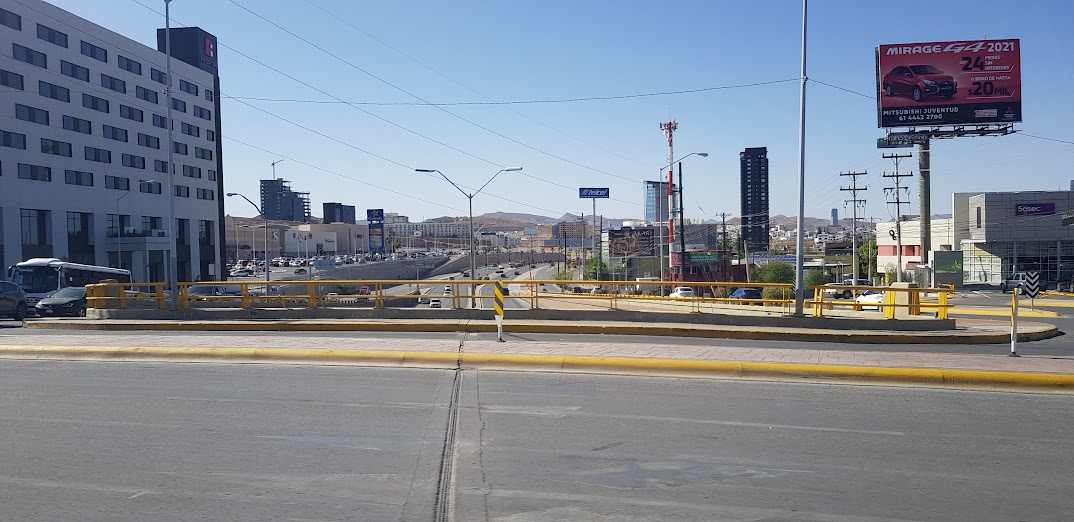
Periférico visto desde Politécnico Nacional

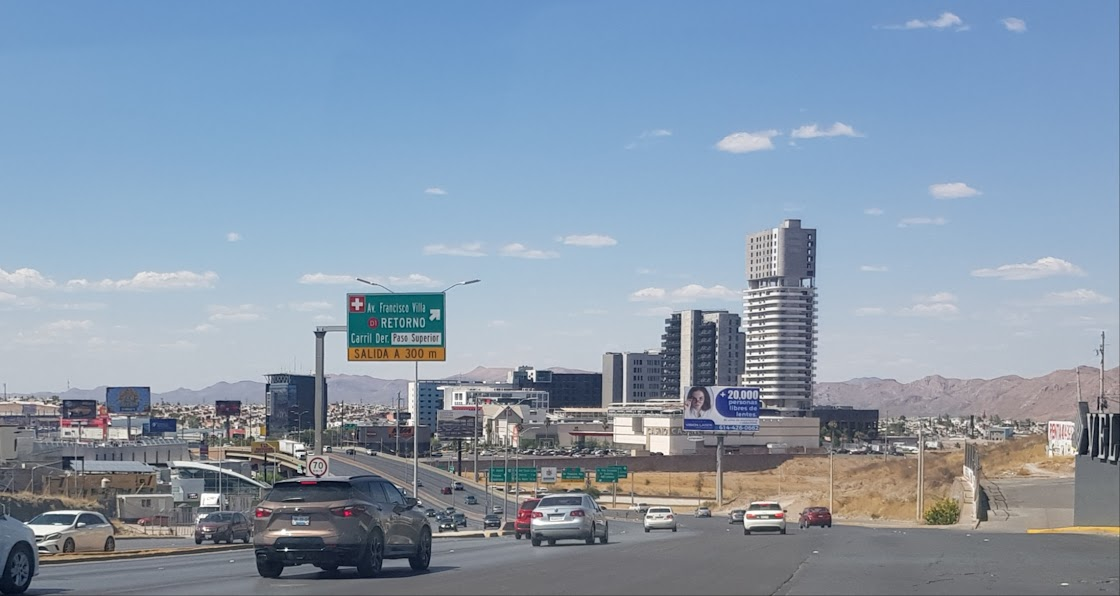
Periférico a la altura de Distrito Uno

La vialidad fue haciéndose conforme el paso de los años, puesto a que no lleva una planeación concreta, algunas veces es referido como una avenida peligrosa y mal planeada, para muchas avenidas de la ciudad se usó una carpeta asfáltica que es muy débil y que con la lluvia podría debilitarse fácilmente, también se le caracteriza la falta de carriles pintados en algunos tramos, debido a su infraestructura, el Periférico de la Juventud ha tenido que ser varias veces repavimentado, lo cual, en algunas veces genera caos Vial, también se hace notar muchas curvas que pueden ser peligrosas si son tomadas de mala manera. El periférico está planeado como una avenida donde se pueda haber un tráfico fluido, sin detenerse al estilo de las Interestatales que sirven a los Estados Unidos, en México es común que a estas obras se les llame "Periférico" como los que se pueden ver en las ciudades mexicanas como Monterrey, Guadalajara, Ciudad de México, se calcula que hay 18 curvas y 2 líneas rectas cortas al inicio y término de la avenida, en gran parte de la avenida se ha construido un camellón, en los puentes se cuenta con muros de contención, y en algunos tramos también cuenta con estos, pero hay zonas en las que no cuenta con muro de contención. En toda la avenida los carriles centrales cuentan con tres carriles, en algunas laterales cuentan con 2 carriles, pero hay casos en los que cuenta con 4 carriles, la Dirección de Obras Públicas de Chihuahua se encarga de hacer los arreglos en la avenida en caso de que se encuentre dañada.

## Zonas Residenciales
El Periférico de la juventud cuenta con varias Zona residenciales que son exclusivas, una de estas es zona de Campestre que es una zona cerca de la avenida, y el San Francisco Country Club que se ubica en frente de Distrito uno, un Centro comercial con varios negocios, Cumbres, que viene siendo una zona residencial, Puerta de Hierro, Las Lomas, restaurantes, bares, hoteles y tiendas, también encontramos zonas como las Canteras, ubicado en el oeste de la ciudad.

## Zonas Comerciales

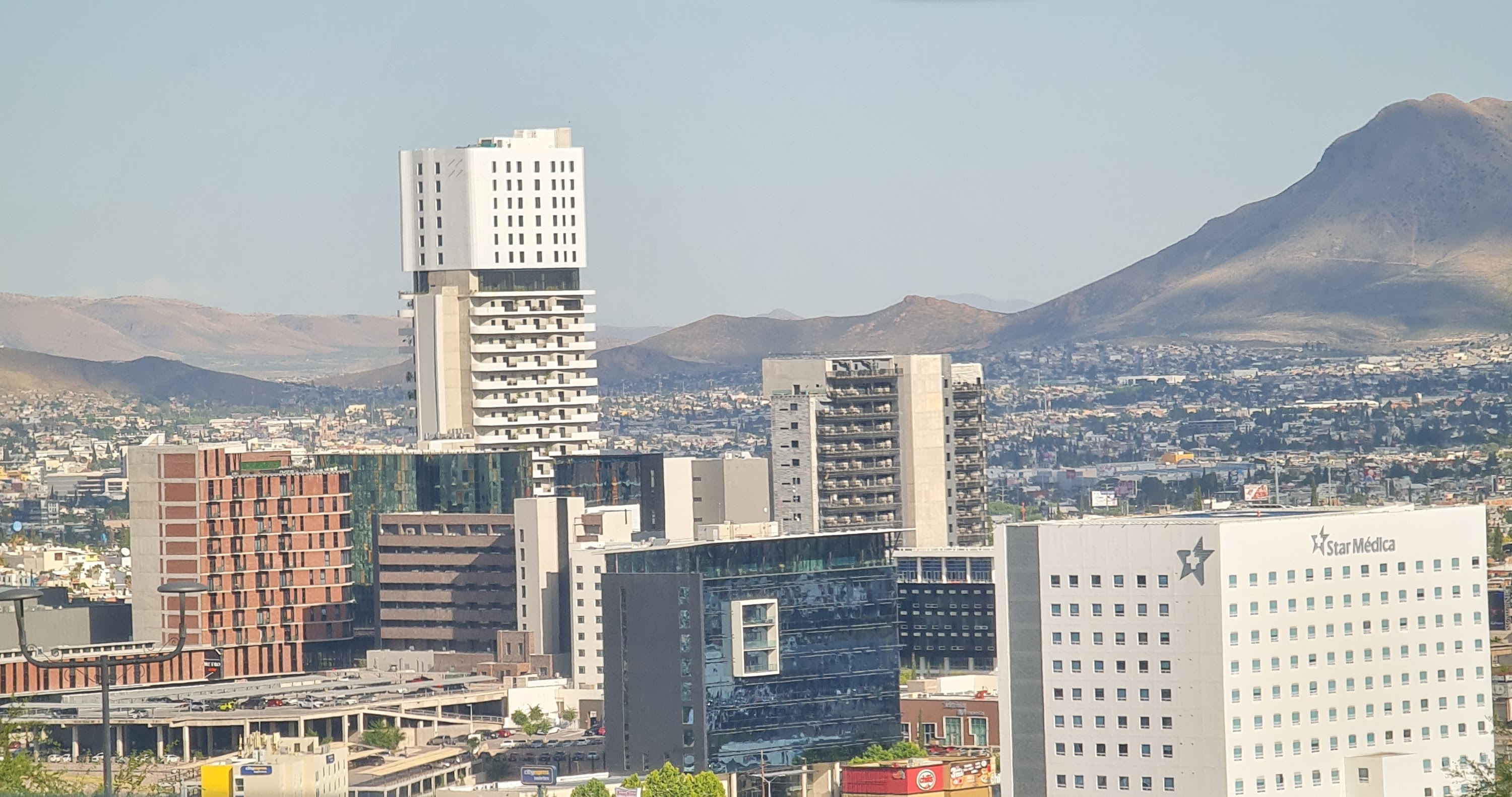

Otra zona que se encuentra muy visitada es la Av. de la Empresa, donde se encuentran restaurantes como Garufa, La Cabaña Smokehouse, Applebee's, Bancos como Scotiabank, ahí se ubica torre santa fe, que tiene en sus instalaciones oficinas de AXA y Gabela Inmuebles, del otro lado, se encuentra Paseo Central, un Centro comercial que cuenta con restaurantes como Great American Steakhouse, cerca de ahí se encuentran Soriana, The Home Depot, y plaza palmas, que cuenta con restaurantes y comida rápida como Subway, Denny's, y cerca se encuentran hoteles como Hilton Hotels & Resorts, Best Western, y Holiday Inn.

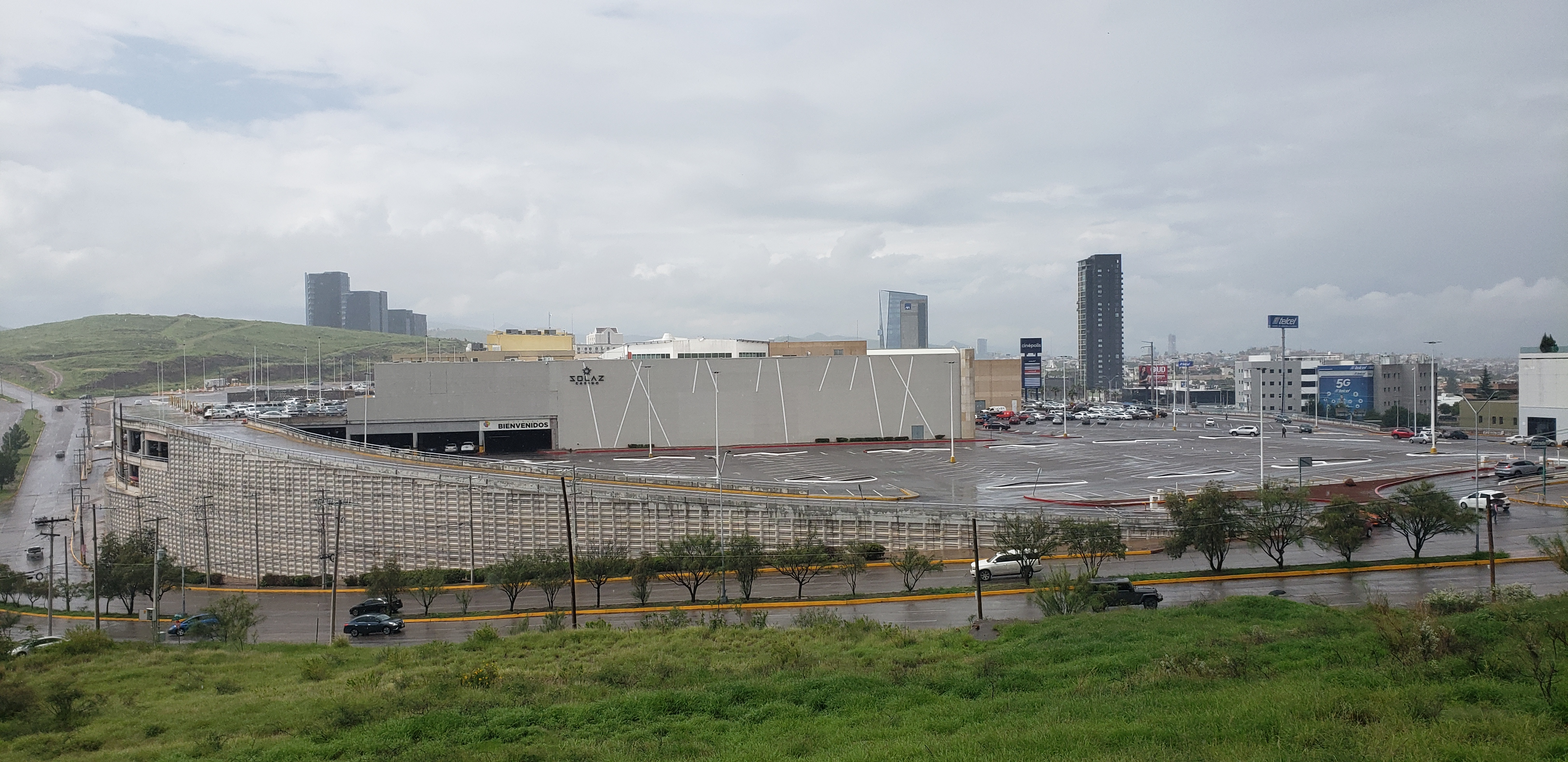

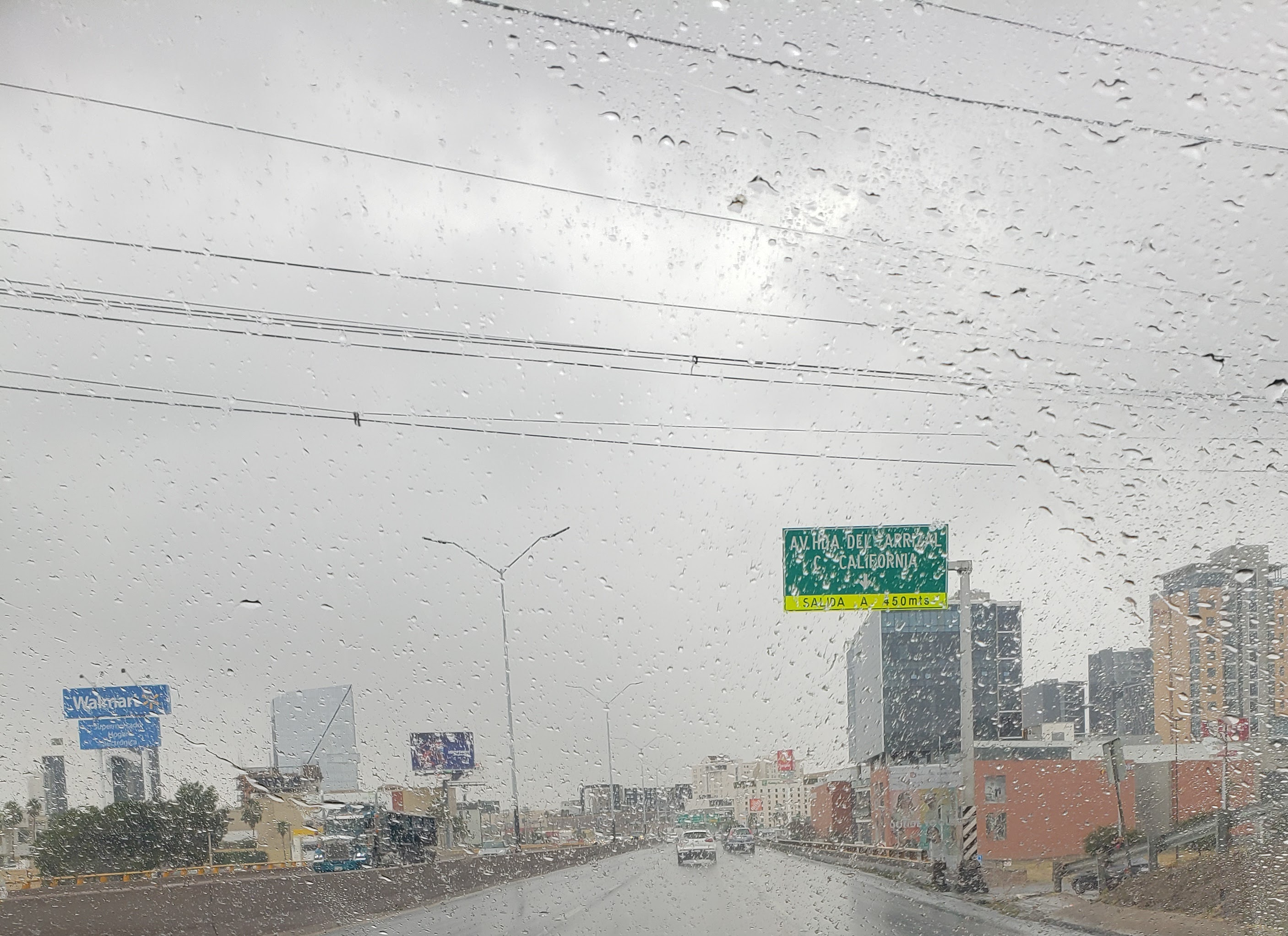
Periférico en un día con lluvia

### Fashion Mall
Fashion Mall (Antes Plaza del Sol) es un centro comercial muy visitado en la ciudad, cuenta con cadenas multinacionales, comida rápida, en sus instalaciones podemos encontrar tiendas departamentales como Sears, Sanborns y Liverpool, tiendas como Zara, H&M, Flexi, American Eagle Outfitters, Hugo Boss AG, Sephora, y hasta sección de Rolex, Cines como Cinépolis y Cinemex, Comida Rápida como McDonald's, Burger King, Starbucks, restaurantes como Chili's. y muchas tiendas nacionales y locales como Nutrisa. cerca de las instalaciones hay dos cadenas de hoteles que son One Hoteles, y Fiesta Inn.

### Distrito Uno
El distrito uno es una zona comercial-residencial, es actualmente la zona más exclusiva de Chihuahua (Chihuahua), ya que cuenta con Restaurantes, Negocios, Tiendas, un cine y residenciales, el centro se conforma por varios edificios al estilo de zonas Financieras mexicanas, su infraestructura está pensada para que los automóviles vayan en baja velocidad, el Distrito uno también cuenta con hoteles de lujo, ahí encuentras marcas como Wendy's, Courtyard by Mariott, Starbucks, Krispy Kreme, Ramada Encore, una Mac Store, Buffalo Wild Wings, La Garufa, La Calesa (que es un restaurante de alto precio), Chili's, Mochomos entre otros, también cuenta con Smart Fit y sedes de negocios pequeños.
1. ↑  «Periférico de la Juventud y la Cantera, los más peligrosos y mal planeados». La Crónica de Chihuahua (Chihuahua, Chih. México). Agosto de 2012.

- Datos: Q115800348